# Hadley (Massachusetts)
Hadley és un poble dels Estats Units a l'estat de Massachusetts. Segons el cens del 2000 tenia 4.793 habitants.

## Demografia
Segons el cens del 2000, Hadley tenia 4.793 habitants, 1.895 habitatges, i 1.248 famílies. La densitat de població era de 79,4 habitants/km².
Dels 1.895 habitatges en un 26,6% hi vivien nens de menys de 18 anys, en un 53,1% hi vivien parelles casades, en un 9,8% dones solteres, i en un 34,1% no eren unitats familiars. En el 24,7% dels habitatges hi vivien persones soles el 12,2% de les quals corresponia a persones de 65 anys o més que vivien soles. El nombre mitjà de persones vivint en cada habitatge era de 2,45 i el nombre mitjà de persones que vivien en cada família era de 2,9.
Per edats la població es repartia de la següent manera: un 20% tenia menys de 18 anys, un 7% entre 18 i 24, un 27,7% entre 25 i 44, un 25,7% de 45 a 60 i un 19,5% 65 anys o més.
L'edat mitjana era de 42 anys. Per cada 100 dones de 18 o més anys hi havia 87,4 homes.
La renda mitjana per habitatge era de 51.851 $ i la renda mitjana per família de 61.897$. Els homes tenien una renda mediana de 44.773 $ mentre que les dones 34.189$. La renda per capita de la població era de 24.945$. Entorn del 4,8% de les famílies i el 6,9% de la població estaven per davall del llindar de pobresa.